# 第7軍管
第7軍管（だいななぐんかん）は、1873年から1888年まであった日本陸軍の管区で、全国に7つあった軍管の一つである。北海道を範囲とし、鎮台は置かれず、屯田兵が配備された。

## 第7軍管の設置
1873年7月19日、明治6年太政官布告第255号によって鎮台条例が改正され、鎮台が管轄する地域を軍管と呼ぶことになった。北海道は第7軍管になったが、鎮台条例では北海道の守備方法は他と異なるとするのみで、鎮台の管轄地にしなかった（第5条）。他の軍管では、下位の地域区分として師管が置かれたが、第7軍管にその種の分割はなかった。政府は、鎮台の兵士をその地域の住民からの徴兵して構成するつもりだったが、人口希薄な北海道で来着して間もない開拓民を徴集するわけにはいかないと考えていた。北海道の守備方法は、翌年に屯田兵の設置によって示された。

## 1888年に廃止
1888年5月14日、明治21年勅令第27号（5月12日制定、14日公布）に師団司令部条例が制定されて鎮台は廃止になり、かわりに師団が常設されることになった。あわせて陸軍管区表が制定され、それまでの軍管は師管と改称し、常設の師団の管轄地になった。このとき、第7軍管は師管に引き継がれず、暫定的に第2師管の青森大隊区に属することになった。屯田兵は廃止されず、なお北海道の防衛戦力であり続けた。暫定状態を脱して北海道に管区が割り当てられるのは、6年後、第7師管が設けられた1894年（明治27年）のことである。